# Jeff Hornacek
Jeffrey John "Jeff" Hornacek (ur. 3 maja 1963 w Elmhurst w stanie Illinois) – amerykański koszykarz grający na pozycji rzucającego obrońcy i trener koszykarski. Występował w lidze NBA, w klubach Phoenix Suns, Philadelphia 76ers i Utah Jazz. Z drużyną z Utah dwukrotnie docierał do finałów NBA (1997, 1998).
W latach 1998 oraz 2000, Hornacek wygrywał konkurs rzutów za "3", rozgrywany podczas Weekendu Gwiazd NBA. W 1992 wziął udział w meczu gwiazd NBA.
1 lutego 2016 został zwolniony z funkcji trenera przez klub Phoenix Suns.
12 kwietnia 2018 został zwolniony ze stanowiska głównego trenera New York Knicks.

## Osiągnięcia
NCAA
- Uczestnik:
  - rozgrywek Sweet Sixteen turnieju NCAA (1986)
  - turnieju NCAA (1985, 1986)
- Uczelnia zastrzegła należący do niego numer 14

NBA
- 2-krotny finalista NBA (1997–1998)[1]
- Uczestnik NBA All-Star Game (1992)[4]
- 2-krotny zwycięzca konkursu rzutów za 3 punkty organizowanego podczas NBA All-Star Weekend (1998, 2000)[5]
- Zwycięzca konkursu 2–Ball Challenge zorganizowanego podczas NBA All-Star Weekend (2000)[6]
- Lider NBA w skuteczności rzutów wolnych (2000)[7]
- Klub Utah Jazz zastrzegł należący do niego w numer 14[8]
- 3-krotny uczestnik konkursu rzutów za 3 punkty organizowanego podczas NBA All-Star Weekend (1992, 1998, 2000)[9]
- Zawodnik miesiąca NBA (grudzień 1991)[10]

## Rekordy kariery
- największa liczba punktów w jednym meczu - 40 (23 listopada 1994 przeciwko Seattle)
- największa liczba celnych rzutów za 3pkt w jednym meczu - 8 (23 listopada 1994 przeciwko Seattle)
- największa liczba zbiórek w jednym meczu - 14 (2 listopada 1991 przeciwko Portland)
- największa liczba asyst w jednym meczu - 18 (2-krotnie)
- największa liczba przechwytów w jednym meczu - 7 (26 stycznia 1993 przeciwko New York)
- największa liczba bloków w jednym meczu - 2 (17-krotnie)

## Statystyki
|                   | gry  | śr. min | punkty | śr. punktów | % z gry | %3pkt | %wol. | asysty | śr. as. | zbiórki | śr. zb. | bloki | śr. bl. | przech. | śr. prz. |
| ----------------- | ---- | ------- | ------ | ----------- | ------- | ----- | ----- | ------ | ------- | ------- | ------- | ----- | ------- | ------- | -------- |
| Sezony zasadnicze | 1077 | 31,5    | 15659  | 14,5        | 49,6%   | 40,3% | 87,7% | 5281   | 4,9     | 3646    | 3,4     | 226   | 0,21    | 1536    | 1,43     |
| Playoff           | 140  | 34      | 2092   | 14,9        | 47%     | 43,3% | 88,6% | 526    | 3,8     | 527     | 3,8     | 25    | 0,18    | 170     | 1,21     |
| All-Star          | 1    | 24      | 11     | 11          | 71,4%   | 50%   | -     | 3      | 3       | 2       | 2       | 0     | 0       | 1       | 1        |